# Nat Adderley
Nathaniel "Nat" Adderley, född 25 november 1931 i Tampa, Florida, död 2 januari 2000 i Lakeland, Florida, var en amerikansk jazzkornettist som spelade hardbop och soul jazz. Han var bror till saxofonisten Cannonball Adderley.
På 1950-talet spelade han i brodern Cannonballs orkester, där bland andra Lionel Hampton och J.J. Johnson medverkade. 1959 ingick han i broderns nya kvintett och blev kvar där till dennes död 1975. Han ledde därefter en egen grupp och ägnade sig åt omfattande inspelningar.
Nat Adderley avled i sitt hem i Lakeland, Florida och gravsattes jämte sin bror Cannonball på Southside Cemetary i Tallahassee, Florida.

## Diskografi
- 1963 – Little Big Horn